# Filchneria olgae
Filchneria olgae är en bäcksländeart som först beskrevs av Mclachlan 1875.  Filchneria olgae ingår i släktet Filchneria och familjen rovbäcksländor. Inga underarter finns listade i Catalogue of Life.